# Acacoyagua (kommun i Mexiko)
Acacoyagua är en kommun i Mexiko.   Den ligger i delstaten Chiapas, i den sydöstra delen av landet, 800 km sydost om huvudstaden Mexico City. Antalet invånare är 16 814.
Följande samhällen finns i Acacoyagua:
- Acacoyahua
- Los Amates
- Las Golondrinas
- Quince de Septiembre
- Satélite Morelia
- La Cadena
- El Tumbador
- Los Andes de Zapata
- San Marcos Uno
- Flor del Carmen Uno
- Buena Voluntad